# Kamionka (Chociwel)
Kamionka (deutsch Glashagen) ist eine kleine Ortschaft in der polnischen Woiwodschaft Westpommern und gehört zur Stadt- und Landgemeinde Chociwel (Freienwalde in Pommern) im Powiat Stargardzki (Kreis Stargard in Pommern).

## Geographische Lage und Verkehrsanbindung
Kamionka liegt am Südwestrand des Iński Park Krajobrazowy (Landschaftsschutzpark Nörenberg) an einer Nebenstraße, die Ińsko (Nörenberg, 8 km) mit Kamienny Most (Steinhöfel, 3 km) und der polnischen Landesstraße 20 (ehemalige deutsche Reichsstraße 158, 4 km) sowie Chociwel (Freienwalde, 7 km) verbindet.
Eine Bahnanbindung besteht nicht.

## Geschichte
Die früher Glashagen genannte Ortschaft wurde als Vorwerk von Steinhöfel gegründet und war bis 1945 eine Ortschaft innerhalb der vereinigten Gemeinde Steinhöfel-Nöblin (Kamienny Most-Lublino). Sie lag im Landkreis Saatzig im Regierungsbezirk Stettin der preußischen Provinz Pommern. Seit 1945 ist die Ortschaft mit dem (sehr häufig vorkommenden) polnischen Namen Kamionka in die Gmina Chociwel im Powiat Stargardzki der Woiwodschaft Westpommern (1975 bis 1998 Woiwodschaft Stettin) eingegliedert.

## Kirche
Kirchlich war Glashagen bis 1945 in das evangelische Kirchspiel Steinhöfel im Kirchenkreis Freienwalde in der Kirchenprovinz Pommern der Kirche der Altpreußischen Union eingepfarrt. Die letzten Jahre vor 1945 wurde es vom Pfarrer in Zeinicke (Ścienne) betreut. Seit 1945 gehört Kamionka zur katholischen Pfarrei Chociwel im Dekanat Ińsko im Erzbistum Stettin-Cammin der Katholischen Kirche in Polen. Evangelische Kirchenglieder sind jetzt in die Trinitatiskirchengemeinde in Stettin in der Diözese Breslau der Evangelisch-Augsburgischen Kirche in Polen eingegliedert.

## Schule
Schulisch war Glashagen bis 1945 der Gemeinde Steinhöfel-Nöblin zugehörig.